# 2014-es magyar tekebajnokság
A 2014-es magyar tekebajnokság a hetvenhatodik magyar bajnokság volt. A bajnokságot május 31. és június 1. között rendezték meg, a férfiakét Budapesten, az FTC pályáján, a nőkét Zalaegerszegen.

## Eredmények
| Versenyszám            | Arany                                   | Arany | Ezüst                          | Ezüst | Bronz                                                             | Bronz |
| ---------------------- | --------------------------------------- | ----- | ------------------------------ | ----- | ----------------------------------------------------------------- | ----- |
| Férfi egyéni           | Karsai László Szegedi TE                | 659   | Botházy Péter Zalaegerszegi TK | 654   | Zapletán Zsombor Szegedi TE                                       | 633   |
| Férfi sprint           | Zapletán Zsombor Szegedi TE             |       | Batki Tamás Ferencvárosi TC    |       | Kiss Norbert Szegedi TESzarvas Balázs BKV Előre                   |       |
| Férfi összetett egyéni | Karsai László Szegedi TE                | 876   | Zapletán Zsombor Szegedi TE    | 865   | Botházy Péter Zalaegerszegi TK                                    | 864   |
| Női egyéni             | Airizer Emese Zalaegerszegi TE-ZÁÉV     | 572   | Sajermann Nóra Rákoshegyi VSE  | 558   | Csurgai Anita Zalaegerszegi TE-ZÁÉV                               | 553   |
| Női sprint             | Peténé Bruszt Krisztina Ferencvárosi TC |       | Sajermann Nóra Rákoshegyi VSE  |       | Jandovics Dóra Zalaegerszegi TE-ZÁÉVRubinszki Rita Balatoni Vasas |       |
| Női összetett egyéni   | Voga Ágnes Tatabányai SC                | 755   | Bordács Dorottya Watt 22 SE    | 754   | Airizer Emese Zalaegerszegi TE-ZÁÉV                               | 752   |